# 鵜月洋
鵜月 洋（うづき ひろし、1918年〈大正7年〉11月29日 - 1965年〈昭和40年〉6月12日）は、日本の国文学者。専門は、近世日本文学及び宣伝・広告文。

## 来歴・人物
1918年11月29日、千葉県銚子市に生まれる。
第二早稲田高等学院を経て、1939年4月1日、旧制早稲田大学文学部文学科国文学専攻に入学。学徒出陣のため、1941年12月25日に繰り上げ卒業となる。卒業論文は暉峻康隆の指導の下、江戸戯作（洒落本）をテーマとし、成績優秀だったため優等賞を受けた。
1942年4月1日に早稲田大学大学院に入学。同年9月27日には論文「近世後期写実小説の研究」に教職員賞が与えられた。同年9月の城右高等女学校教諭、1944年9月から日本文学報国会主事となる。その後、指導教授である暉峻康隆が応召されたため、1945年3月に大学院を退学。更に終戦に伴い、同年8月に日本文学報国会が解散したため主事を辞任し、同年9月から中央公論社嘱託、地平社編集主任となる。
1949年から早稲田大学、大正大学等の講師を経て、1963年早稲田大学政治経済学部専任講師となる。また、講師を勤める傍ら、1955年から日本近世文学会事務局長も歴任する。
1965年6月12日、膠原病による腸内出血多量のため死去。享年46歳。告別式は同年6月14日に自宅で行われた。
生前に着手していた雨月物語及び宣伝文の研究は、暉峻康隆の指示により、後輩である中村博保及び中野三敏の助筆を得て、『雨月物語評釈』及び『広告文の歴史』として死後刊行された。

## 著書

### 単著
- 『宣伝文』朝日新聞社、1961年9月。 NCID BN10905517。全国書誌番号:61010177。
- 『広告文の歴史 キャッチフレーズの100年』日本経済新聞社〈日経新書30〉、1965年12月。 NCID BN05734277。全国書誌番号:66002248。[注釈 3]
- 『雨月物語評釈』角川書店〈日本古典評釈・全注釈叢書〉、1969年3月。ISBN 9784047610101。 NCID BN04107486。全国書誌番号:75013175。[注釈 4]

### 共著・共編
- 稲垣達郎（執筆・編輯担当）、山路平四郎（編輯担当）、鵜月洋（編輯担当）、高橋春雄（編輯担当）『早稲田大学七十年誌』早稲田大学、1952年10月。 NCID BN03078564。全国書誌番号:59009139。
- 今井卓爾、鵜月洋『国文古典物語文学 研究と鑑賞』開文社、1955年8月。 NCID BN14596469。
- 水野稔、鵜月洋『江戸町人文学』岩波書店〈岩波講座日本文学史 第7巻〉、1958年7月。 NCID BN08684233。全国書誌番号:65004599。
- 福田清人、増淵恒吉、鵜月洋『高等学校作文』角川書店、1961年4月。全国書誌番号:21357568。
- 福田清人、増淵恒吉、鵜月洋『高等学校作文 指導参考書』角川書店、1961年9月。
- 塩田良平など12氏共編 編『古典甲』実教出版、1963年1月。
- 塩田良平など10氏共編『古典乙Ⅰ古文』実教出版、1963年1月。
- 鵜月洋、中村博保『西鶴名作選 口語訳・文法傍注式』守随憲治監修、評論社〈ニュー・メソッド国文対訳シリーズ 22〉、1963年12月。全国書誌番号:21223376。

### 訳注
- 上田秋成『雨月物語』角川書店〈角川文庫〉、1959年11月。 NCID BN05850937。NDLJP:60000009。
  - 上田秋成『雨月物語 現代語訳付き』（改訂版）角川学芸出版〈角川ソフィア文庫〉、2006年7月。ISBN 9784044011024。 NCID BA78321607。全国書誌番号:21080667。

## 論文
- 「平賀源内の戯曲」『国文学研究』第1巻、早稲田大学国文学会、1949年10月、41-62頁、NAID 120005480008。
- 「書評 定本西鶴全集（第二巻、第八巻）」『国文学研究』第2巻、早稲田大学国文学会、1950年5月、151頁、NAID 120005480030。
- 「洒落本の発生 ――庶民文学をうみ出したのが、庶民ではなかつたといふ歴史――」『国文学研究』第4巻、早稲田大学国文学会、1951年6月、52-72頁、NAID 120005480050。
- 「近世における小説論――展望と評論――」『国語と国文学』第30巻第4号、至文堂、1953年4月、62-70頁、NAID 40001298003。
- 「馬琴文学の基本的課題 ――再検討の契機に関する断想――」『国文学研究』第9・10巻、早稲田大学国文学会、1954年3月、521-534頁、NAID 120005480134。
- 「近世後期小説の特質」『国文学解釈と鑑賞』第19巻第5号、至文堂、1954年5月、33-39頁、NAID 40001341244。
- 「通」『国文学 解釈と鑑賞』第21巻第2号、ぎょうせい、1956年2月、25-28頁、NAID 40001328159。
- 「雨月物語研究ノート ――その一『白峯』の巻――」『国文学研究』第14巻、早稲田大学国文学会、1956年10月、61-75頁、NAID 120005480191。
- 「西鶴文学における遊里と遊女」『国文学 解釈と教材の研究』第2巻第6号、77-82、1957年4月、学燈社、NAID 40001360723。
- 「前期江戸町人文学とその読者層 ――洒落本・黄表紙の文芸性と運命を規定した一要因についての考察――」『文学』第26巻第5号、岩波書店、1958年5月、NAID 40003383374。
- 「ある日の塩田さん」『國文學踏査』第6巻、大正大学、1959年9月、89-90頁、NAID 110000440730。
- 「近世の勧善懲悪文学」『国文学 解釈と教材の研究』第5巻第11号、学燈社、1960年9月、53-59頁、NAID 40001344330。
- 「山東京伝の洒落本 ――その展開と作風に関する一考察――」『国語と国文学』第38巻第4号、ぎょうせい、1961年4月、81-91頁、NAID 40001294349。
- 「キャッチフレーズの本質と歴史」『国文学 解釈と教材の研究』第7巻第2号、学燈社、1962年1月、52-57頁、NAID 40001344787。
- 「雨月物語研究ノ－ト ――その二「蛇性の婬」の巻――」『国文学研究』第25巻、早稲田大学国文学会、1962年3月、150-154頁、NAID 120005480357。
- 「秋成の文学と風土 ――「雨月物語」の風土性と非風土性――」『国文学 解釈と教材の研究』第8巻第4号、学燈社、1963年3月、71-78頁、NAID 40001345213。
- 「艶笑小説」『国文学 解釈と教材の研究』第8巻第7号、学燈社、1963年5月、120-138頁、NAID 40001345282。
- 「遊里文学としての洒落本」『国文学 解釈と教材の研究』第9巻第2号、学燈社、1964年1月、54-59頁、NAID 40001345472。
- 「松田修著「日本近世文学の成立」」『文学』第32巻第3号、岩波書店、1964年3月、NAID 40003384275。
- 「民衆文学の展開」『歴史教育』第12巻第12号、日本書院、1964年12月、NAID 40003822552。
- 「馬琴研究会と老先生」『早稲田大学図書館紀要』第6巻、早稲田大学図書館、1964年12月、60-61頁、NAID 120006306502。
- 「最近における秋成研究の展望」『国文学 解釈と教材の研究』第10巻第5号、学燈社、1965年4月、169-171頁、NAID 40001345920。
- 「私説・日本宣伝史 古代篇―1―」『教養諸学研究』第20号、早稲田大学政治経済学部教養諸学研究会、1965年5月、NAID 40000751328。
- 「「蛇性の婬」の文学的価値 ――「雨月物語」研究ノート――」『文学』第33巻第5号、岩波書店、1965年5月、447-461頁、NAID 40003387159。

### 校訂
- 暉峻康隆、岡村千曳、洞富雄、鵜月洋「瀧澤家日記 壬辰日記 (五) 自天保三年二月十四日 至同年二月廿七日」『早稲田大学図書館紀要』第1巻、早稲田大学図書館、1959年12月、144-153頁、NAID 120006306540。
- 暉峻康隆、岡村千曳、洞富雄、鵜月洋「瀧澤家日記 壬辰日記 (六) 自天保三年二月廿八日 至同年三月廿五日」『早稲田大学図書館紀要』第2巻、早稲田大学図書館、1960年12月、178-195頁、NAID 120006306535。
- 暉峻康隆、岡村千曳、洞富雄、鵜月洋「瀧澤家日記 壬辰日記 (七) 自天保三年三月廿六日 至同年四月廿八日」『早稲田大学図書館紀要』第3巻、早稲田大学図書館、1961年12月、1-20頁、NAID 120006306570。
- 暉峻康隆、岡村千曳、洞富雄、鵜月洋「瀧澤家日記 壬辰日記 (八) 自天保三年四月廿九日 至同年六月十一日」『早稲田大学図書館紀要』第4巻、早稲田大学図書館、1962年12月、74-104頁、NAID 120006306523。
- 暉峻康隆、岡村千曳、洞富雄、鵜月洋「瀧澤家日記 壬辰日記 (九) 自天保三年六月十二日 至同年七月十二日」『早稲田大学図書館紀要』第5巻、早稲田大学図書館、1963年12月、142-164頁、NAID 120006306552。
- 暉峻康隆、岡村千曳、洞富雄、鵜月洋、柴田光彦「瀧澤家日記 壬辰日記 (一〇) 自天保三年七月十三日 至同年八月四日」『早稲田大学図書館紀要』第7巻、早稲田大学図書館、1966年3月、159-171頁、NAID 120006306486。
- 暉峻康隆、岡村千曳、洞富雄、鵜月洋、柴田光彦「瀧澤家日記 壬辰日記 (一一) 自天保三年八月五日 至同年八月廿九日」『早稲田大学図書館紀要』第8巻、早稲田大学図書館、1967年3月、97-112頁、NAID 120006306477。
- 暉峻康隆、岡村千曳、洞富雄、鵜月洋、柴田光彦「瀧澤家日記 壬辰日記 (一二) 自天保三年九月朔日 至同年九月晦日」『早稲田大学図書館紀要』第9巻、早稲田大学図書館、1968年3月、101-118頁、NAID 120006306466。